# Campeonato Piauiense de Futebol de 2005
O Campeonato Piauiense de Futebol de 2005 foi o 65º campeonato de futebol do Piauí. A competição foi organizada pela Federação de Futebol do Piauí (FFP) e o campeão foi o Parnahyba.

## Premiação
| Campeonato Piauiense de Futebol de 2005 |
| Parnaíba                                |
| --------------------------------------- |
| PARNAHYBA Bicampeão (10º título)        |